# Тораківська стінка
Тора́ківська сті́нка — геологічна пам'ятка природи місцевого значення в Україні. Розташована в межах Путильського району Чернівецької області, біля західної околиці села Тораки. 
Площа 1,5 га. Статус надано згідно з рішенням облвиконкому від 30.05.1979 року № 198. Перебуває у віданні Киселицької сільської ради. 
Статус надано з метою збереження скельного відслонення флішового типу заввишки до 30 метрів. Відслонення утворилось на лівому березі річки Путилки в результаті водної ерозії. 